# باشگاه فوتبال نیو میلتون تاون
باشگاه فوتبال نیو میلتون تاون (به انگلیسی: New Milton Town Football Club) یک باشگاه فوتبال در شهر نیو میلتون، کشور انگلستان است که در سال ۱۹۹۸ میلادی تأسیس شده‌است.